# Nilas

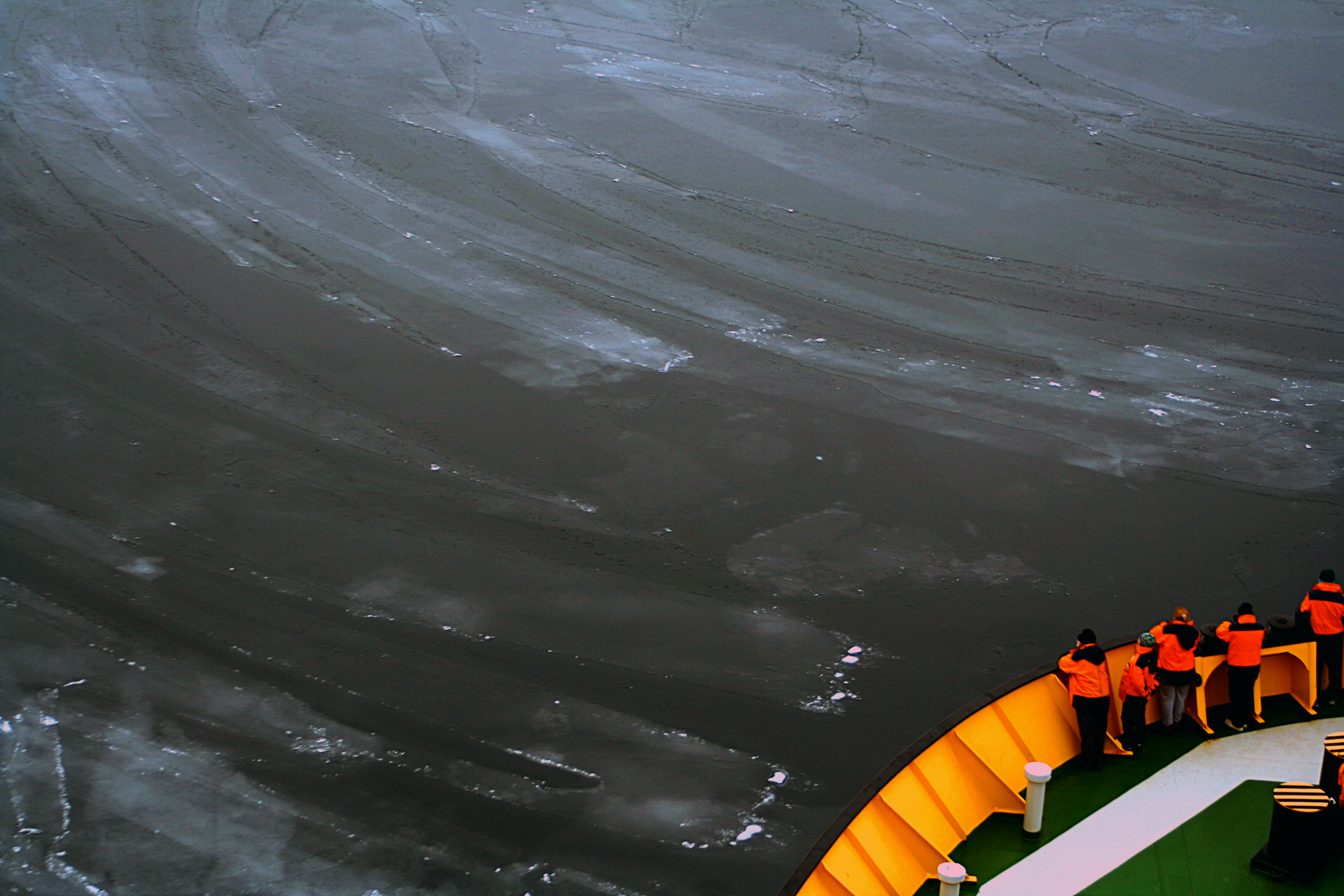
Dunkle Nilas

Nilas ist eine dünne, elastische Eisschicht mit matter Oberfläche, die sich auf der Meeresoberfläche unter ruhigen atmosphärischen und ozeanischen Bedingungen aus Frazil-Eis bildet. Eiszuwachs erfolgt durch Anlagerung aufsteigender Eiskristalle an der Unterseite. In Abhängigkeit von der Dicke wird zwischen dunklem Nilas (unter 5 cm) und hellem Nilas (zwischen 5 und 10 cm) unterschieden.